# Streetlight Manifesto
Streetlight Manifesto é uma banda estado-unidense de ska punk formada em East Brunswick Township, New Jersey, Estados Unidos.
Lançaram o primeiro álbum Everything Goes Numb, que foi distribuído pela Victory Records,  em 26 de Agosto de 2003.  A banda teve seu primeiro show na Rutgers University em New Brunswick, New Jersey em 9 de Dezembro de 2003.  Vários dos membros da banda eram bem conhecidos na comunidade de third wave ska de New Jersey por seus papéis em bandas de ska punk anteriores daquela área. A banda era composta por ex-integrantes da banda Catch 22 (Tomas Kalnoky, Jamie Egan, Mike Soprano, e Josh Ansley) e ex-membros da banda One Cool Guy (Stuart Karmatz, Pete Sibilia, Dan Ross, e Chris Paszik). 
A formação sofreu várias mudanças, e em 2007 consiste de Delano Bonner no trompete, Mike Brown no saxofone alto e saxofone barítono, Jim Conti no alto e saxofone tenor, Tomas Kalnoky na guitarra e vocal, Pete McCullaugh no baixo, Mike Soprano no trombone, e Chris Thatcher na bateria. Kalnoky é o único membro restante da formação original.
Apesar da banda não ser muito popular, receberam reconhecimento no cenário da música alternativa e seu álbum de estréia esteve  no top 100 da Interpunk.com, mesmo 3 anos após seu lançamento. Seus shows normalmente têm esgotado todos os ingressos, e seus primeiros shows em Rutgers e The Stone Pony não apenas esgotaram, como também tiveram fãs vindo desde Minnesota e do Canadá. Seu segundo álbum, Keasbey Nights, uma regravação de Keasbey Nights do Catch 22 foi lançado em 7 de Março de 2006.

## História
Kalnoky, Ansley, e Egan ganharam fama sendo metade da banda Catch 22. Kalnoky se tornou particularmente famoso por ser responsável por todas as letras do álbum de estréia Keasbey Nights, considerado um dos principais álbuns da third wave de ska. Após Keasbey, todos os três saíram em épocas diferentes por razões particulares. Quando Catch 22 gravou seu segundo álbum, Alone in a Crowd, estava com a formação consideravelmente mudada; sem Kalnoky, a banda passou a ter um som diferente.
Pouco antes do Streetlight Manifesto, Kalnoky juntou um grande número de músicos — incluído Ansley e Egan, vários membros da banda One Cool Guy, seu irmão Achilles, e vários dos amigos da orquestra de Achilles — para participar do EP do Bandits of the Acoustic Revolution, chamado A Call to Arms. Incluído no CD de 5 faixas independentemente lançado, está "Here's to Life", uma música que o Streetlight Manifesto fez algumas mudanças e incluiu no Everything Goes Numb, e uma nova versão de "Dear Sergio" do Catch 22, que inclui um novo verso e uma pequena renomeação para "Dear Sergio:". Tanto o Streetlight como o Bandits são membros do The RISC Group, uma colaboração de artistas para produzirem eles mesmo e terem direitos a suas próprias músicas.

## Projetos atuais e o futuro
A banda está gravando novo material, tanto para o Streetlight Manifesto, como para a banda paralela Bandits of Acoustic Revolution, além de estar em tour suportando outras bandas.  Até agora, a banda deu amostra de algumas músicas novas em shows, duas das quais foram gravadas em um show no The Crazy Donkey em Farmingdale, New York em 9 de Outubro de 2005.  Em um artigo da Alternative Press sobre os álbuns mais antecipados de 2007, o novo CD do Streetlight apareceu com uma data de lançamento de 23 de Janeiro, entretanto, uma atualização no site da revista desmentiu esses rumores. No artigo, Kalnoky disse "Nós tentamos não trabalhar com nenhum prazo. Estamos apenas tentando fazê-lo o melhor possível, e deixando-o crescer organicamente." O site oficial da banda foi atualizado com a suposta data de lançamento do novo álbum, dizendo que ao se aproximar da data iriam colocar pedaços das músicas para download, e fizeram um comentário em forma de charada sobre a revelação da identidade dos "sequestradores do coelho." Essa é uma referência ao filme, "O Grande Lebowski". De acordo com uma atualização de 15 de Março de 2007 no site oficial da banda, a nova gravação será terminada antes do verão americano (inverno brasileiro) de 2007. Essa atualização também contou um plano de um tour de 2 meses com Reel Big Fish e Less Than Jake na américa do norte.

## Discografia
- Streetlight Manifesto Demo (2002)
- Everything Goes Numb (26 de Agosto de 2003)
- Keasbey Nights (7 de Março de 2006)
- Somewhere in the Between (13 de Novembro de 2007)
- 99 Songs of Revolution: Vol. 1 (16 de Março de 2010)
- The Hands that Thieve (30 de Abril de 2013)

## Membros

### Atuais
- Tomas Kalnoky – vocal e guitarra
- Pete McCullough – baixo e vocais
- Matt Stewart – trompete e vocais
- Mike Brown – saxofone alto e barítono
- Jim Conti – saxofone alto e tenor e vocais
- Chris Thatcher – bateria
- Nadav Nirenberg - trombone

### Ex-integrantes
(Em ordem de saída)
- Stuart Karmatz – bateria (2002)
- Pete Sibilia – saxofone tenor (2002)
- Paul Lowndes – bateria (2003)
- Josh Ansley – baixo e vocais (2002–04)
- Jamie Egan – trompete e vocais (2002–05, 2006)
- Dan Ross – saxofone alto e barítono (2002–05)
- Chris Paszik – baixo e vocais (2004–06)
- Delano Bonner – trompete (2005–07)
- Mike Soprano – trombone e vocais (2003–09)